# Coupe du monde d'escalade de 2005
Navigation
16e édition 18e édition
La coupe du monde d'escalade 2005 est la 17e coupe du monde d'escalade. Elle s'est tenue du 18 mars au 20 novembre 2005. Elle comporte neuf épreuves de difficulté, quatre de bloc et cinq de vitesse. La coupe du monde de difficulté est remportée par Flavio Crespi et Angela Eiter, la coupe de bloc est remportée par Kilian Fischhuber et Sandrine Levet, et la coupe de vitesse est remportée par Evgenii Vaitcekhovskii et Anna Stenkovaya.

## Classement général
| Catégories | Or                     | Or         | Argent            | Argent     | Bronze                | Bronze     |
| ---------- | ---------------------- | ---------- | ----------------- | ---------- | --------------------- | ---------- |
| Difficulté | Flavio Crespi          | 680 points | Jorg Verhoeven    | 562 points | Cédric Lachat         | 560 points |
| Difficulté | Angela Eiter (2)       | 880 points | Maja Vidmar       | 616 points | Caroline Ciavaldini   | 466 points |
| Bloc       | Kilian Fischhuber      | 265 points | Jérôme Meyer      | 222 points | Daniel Du Lac         | 209 points |
| Bloc       | Sandrine Levet (5)     | 360 points | Olga Bibik        | 257 points | Yulia Abramchuk       | 228 points |
| Vitesse    | Evgenii Vaitsekhovskii | 400 points | Sergei Sinitcyn   | 341 points | Tomasz Oleksy         | 273 points |
| Vitesse    | Anna Stenkovaya        | 416 points | Valentina Yurina  | 380 points | Olga Evstigneeva      | 237 points |
| Combiné    | Tomasz Oleksy (2)      | 419 points | Kilian Fischhuber | 349 points | Dmitrii Sherafutdinov | 182 points |
| Combiné    | Sandrine Levet (5)     | 622 points | Anna Stenkovaya   | 424 points | Jenny Lavarda         | 291 points |

## Étapes
La coupe du monde d'escalade 2005 s'est déroulée du 18 mars au 20 novembre 2005, repartie en quatorze étapes comprenant une ou deux disciplines.
| Dates                               | Lieu              | Difficulté | Bloc     | Vitesse  |
| ----------------------------------- | ----------------- | ---------- | -------- | -------- |
| 18 mars 2005-20 mars 2005           | Birmingham        | -          | X        | -        |
| 8 avril 2005-10 avril 2005          | Moscou            | -          | X        | X        |
| 23 avril 2005-25 avril 2005         | Veliko Tarnovo    | X          | -        | X        |
| 29 avril 2005-30 avril 2005         | Puurs             | X          | -        | -        |
| 27 mai 2005-28 mai 2005             | Imst              | X          | -        | -        |
| 17 juin 2005-18 juin 2005           | Fiera di Primiero | -          | X        | -        |
| 24 juin 2005-25 juin 2005           | Zurich            | X          | -        | -        |
| 12 juillet 2005-13 juillet 2005     | Chamonix          | X          | -        | X        |
| 30 juillet 2005-31 juillet 2005     | Daone             | -          | -        | X        |
| 17 septembre 2005-18 septembre 2005 | Marbella          | X          | -        | -        |
| 30 septembre 2005-1er octobre 2005  | Firminy           | -          | X        | -        |
| 22 octobre 2005-23 octobre 2005     | Shanghai          | X          | -        | X        |
| 27 octobre 2005-29 octobre 2005     | Valence           | X          | -        | -        |
| 19 novembre 2005-20 novembre 2005   | Kranj             | X          | -        | -        |
| Total : 14 étapes                   |                   | 9 étapes   | 4 étapes | 5 étapes |

## Podiums des étapes

### Difficulté

#### Hommes
| Étapes       | Lieu                      | Or                                      | Argent                   | Bronze                        |
| ------------ | ------------------------- | --------------------------------------- | ------------------------ | ----------------------------- |
| 23 avril     | Veliko Tarnovo (Bulgarie) | Flavio Crespi (2)                       | Jorg Verhoeven           | Cédric Lachat                 |
| 29 avril     | Puurs (Belgique)          | Ramón Julián Puigblanque (5)            | Flavio Crespi            | Alexandre Chabot              |
| 27 mai       | Imst (Autriche)           | Flavio Crespi (3)                       | Ramón Julián Puigblanque | Paxti Usobiaga Lakunza        |
| 24 juin      | Zurich (Suisse)           | Cédric Lachat                           | Timo Preussler           | Flavio Crespi                 |
| 12 juillet   | Chamonix (France)         | Alexandre Chabot (20)                   | Paxti Usobiaga Lakunza   | Jorg Verhoeven Sylvain Millet |
| 17 septembre | Marbella (Espagne)        | Flavio Crespi (4) Alexandre Chabot (21) | -                        | Ramón Julián Puigblanque      |
| 22 octobre   | Shanghai (Chine)          | Ramón Julián Puigblanque (6)            | Jorg Verhoeven           | Cédric Lachat                 |
| 27 octobre   | Valence (France)          | Jorg Verhoeven                          | Michaël Fuselier         | Cédric Lachat                 |
| 19 novembre  | Kranj (Slovénie)          | Flavio Crespi (5)                       | Jorg Verhoeven           | Cédric Lachat                 |

#### Femmes
| Étapes       | Lieu                      | Or                | Argent                            | Bronze              |
| ------------ | ------------------------- | ----------------- | --------------------------------- | ------------------- |
| 23 avril     | Veliko Tarnovo (Bulgarie) | Angela Eiter (7)  | Caroline Ciavaldini Natalija Gros | -                   |
| 29 avril     | Puurs (Belgique)          | Angela Eiter (8)  | Sandrine Levet                    | Maja Vidmar         |
| 27 mai       | Imst (Autriche)           | Angela Eiter (9)  | Sandrine Levet                    | Maja Vidmar         |
| 24 juin      | Zurich (Suisse)           | Angela Eiter (10) | Maja Vidmar Katharina Saurwein    | -                   |
| 12 juillet   | Chamonix (France)         | Angela Eiter (11) | Alexandra Eyer                    | Yuka Kobayashi (ja) |
| 17 septembre | Marbella (Espagne)        | Angela Eiter (12) | Caroline Ciavaldini               | Maja Vidmar         |
| 22 octobre   | Shanghai (Chine)          | Maja Vidmar       | Angela Eiter                      | Yuka Kobayashi (ja) |
| 27 octobre   | Valence (France)          | Angela Eiter (13) | Caroline Ciavaldini               | Sandrine Levet      |
| 19 novembre  | Kranj (Slovénie)          | Angela Eiter (14) | Maja Vidmar                       | Natalija Gros       |

### Bloc

#### Hommes
| Étapes       | Lieu                         | Or                | Argent            | Bronze            |
| ------------ | ---------------------------- | ----------------- | ----------------- | ----------------- |
| 18 mars      | Birmingham (Grande-Bretagne) | Mark Croxall      | Rémi Samyn        | Jérôme Meyer      |
| 8 avril      | Moscou (Russie)              | Jérôme Meyer (8)  | Christian Core    | Kilian Fischhuber |
| 17 juin      | Fiera di Primiero (Italie)   | Gérome Pouvreau   | Kilian Fischhuber | Andrew Earl       |
| 30 septembre | Firminy (France)             | Tomasz Oleksy (2) | Daniel Du Lac     | Kilian Fischhuber |

#### Femmes
| Étapes       | Lieu                         | Or                  | Argent         | Bronze          |
| ------------ | ---------------------------- | ------------------- | -------------- | --------------- |
| 18 mars      | Birmingham (Grande-Bretagne) | Sandrine Levet (16) | Olga Bibik     | Yulia Abramchuk |
| 8 avril      | Moscou (Russie)              | Sandrine Levet (17) | Anna Stöhr     | Émilie Abgrall  |
| 17 juin      | Fiera di Primiero (Italie)   | Olga Bibik (3)      | Sandrine Levet | Yulia Abramchuk |
| 30 septembre | Firminy (France)             | Juliette Danion     | Sandrine Levet | Anna Stöhr      |

### Vitesse

#### Hommes
| Étapes     | Lieu                      | Or                         | Argent                 | Bronze                 |
| ---------- | ------------------------- | -------------------------- | ---------------------- | ---------------------- |
| 8 avril    | Moscou (Russie)           | Evgueni Minatchev          | Evgenii Vaitsekhovskii | Marat Sadyrov          |
| 23 avril   | Veliko Tarnovo (Bulgarie) | Evgenii Vaitsekhovskii (2) | Alexander Peshekhonov  | Sergei Sinitcyn        |
| 12 juillet | Chamonix (France)         | Alexandre Chaoulsky        | Alexander Peshekhonov  | Sergei Sinitcyn        |
| 30 juillet | Val Daone (Italie)        | Tomasz Oleksy (5)          | Sergei Sinitcyn        | Evgenii Vaitsekhovskii |
| 22 octobre | Shanghai (Chine)          | Evgenii Vaitsekhovskii (3) | Sergei Sinitcyn        | Xiaojie Chen           |

#### Femmes
| Étapes     | Lieu                      | Or                   | Argent                | Bronze           |
| ---------- | ------------------------- | -------------------- | --------------------- | ---------------- |
| 8 avril    | Moscou (Russie)           | Anna Stenkovaya (4)  | Olga Ochtchepkova     | Valentina Yurina |
| 23 avril   | Veliko Tarnovo (Bulgarie) | Anna Stenkovaya (5)  | Valentina Yurina      | Tatiana Ruyga    |
| 12 juillet | Chamonix (France)         | Anna Stenkovaya (6)  | Valentina Yurina      | Ksenia Alekseeva |
| 30 juillet | Val Daone (Italie)        | Olena Ryepko (9)     | Agung Ethi Hendrawati | Anna Stenkovaya  |
| 22 octobre | Shanghai (Chine)          | Valentina Yurina (2) | Olga Evstigneeva      | Edyta Ropek      |

## Autres compétitions mondiales de la saison

### Championnats du monde d'escalade 2005

#### Difficulté

##### Hommes
| Étapes      | Lieu               | Or               | Argent                 | Bronze           |
| ----------- | ------------------ | ---------------- | ---------------------- | ---------------- |
| 1er juillet | Munich (Allemagne) | Tomáš Mrázek (2) | Patxi Usobiaga Lakunza | Alexandre Chabot |

##### Femmes
| Étapes      | Lieu               | Or           | Argent           | Bronze        |
| ----------- | ------------------ | ------------ | ---------------- | ------------- |
| 1er juillet | Munich (Allemagne) | Angela Eiter | Emily Harrington | Akiyo Noguchi |

#### Bloc

##### Hommes
| Étapes      | Lieu               | Or                | Argent            | Bronze          |
| ----------- | ------------------ | ----------------- | ----------------- | --------------- |
| 1er juillet | Munich (Allemagne) | Salavat Rakhmetov | Kilian Fischhuber | Gérome Pouvreau |

##### Femmes
| Étapes      | Lieu               | Or             | Argent          | Bronze                   |
| ----------- | ------------------ | -------------- | --------------- | ------------------------ |
| 1er juillet | Munich (Allemagne) | Olga Shalagina | Yulia Abramchuk | Vera Kotasova-Kostruhova |

#### Vitesse

##### Hommes
| Étapes      | Lieu               | Or                     | Argent            | Bronze          |
| ----------- | ------------------ | ---------------------- | ----------------- | --------------- |
| 1er juillet | Munich (Allemagne) | Evgenii Vaitcekhovskii | Maksym Styenkovyy | Sergei Sinitcyn |

##### Femmes
| Étapes      | Lieu               | Or               | Argent           | Bronze      |
| ----------- | ------------------ | ---------------- | ---------------- | ----------- |
| 1er juillet | Munich (Allemagne) | Olena Ryepko (3) | Valentina Yurina | Edyta Ropek |

### Jeux mondiaux 2005

#### Difficulté

##### Hommes
| Étapes     | Lieu                  | Or                     | Argent                        | Bronze |
| ---------- | --------------------- | ---------------------- | ----------------------------- | ------ |
| 22 juillet | Duisbourg (Allemagne) | Patxi Usobiaga Lakunza | Alexandre Chabot Tomáš Mrázek | -      |

##### Femmes
| Étapes     | Lieu                  | Or           | Argent        | Bronze         |
| ---------- | --------------------- | ------------ | ------------- | -------------- |
| 22 juillet | Duisbourg (Allemagne) | Angela Eiter | Natalija Gros | Marietta Uhden |

#### Vitesse

##### Hommes
| Étapes     | Lieu                  | Or                    | Argent            | Bronze                 |
| ---------- | --------------------- | --------------------- | ----------------- | ---------------------- |
| 22 juillet | Duisbourg (Allemagne) | Alexander Peshekhonov | Sergueï Sinitsyne | Evgenii Vaitsekhovskii |

##### Femmes
| Étapes     | Lieu                  | Or              | Argent       | Bronze        |
| ---------- | --------------------- | --------------- | ------------ | ------------- |
| 22 juillet | Duisbourg (Allemagne) | Anna Stenkovaya | Olena Ryepko | Tatiana Ruyga |